# Старобогдановка (Запорожская область)
Старобогда́новка (укр. Старобогданівка) — село,
Старобогдановский сельский совет,
Васильевский район,
Запорожская область,
Украина.
Код КОАТУУ — 2323387701. Население по переписи 2001 года составляло 1001 человек .
Является административным центром Старобогдановского сельского совета, в который не входят другие населённые пункты. В июле 2017 года было принято решение о вхождении сельского совета в Новобогдановскую объединенную территориальную общину.

## Географическое положение
Село Старобогдановка находится на правом берегу реки Молочная,
выше по течению на расстоянии в 2,5 км расположено село Благодатное (Токмакский район),
ниже по течению на расстоянии в 1 км расположено село Троицкое (Мелитопольский район),
на противоположном берегу — сёла Светлодолинское (Мелитопольский район), Любимовка (Токмакский район) и Рыбаловка (Токмакский район).
Река в этом месте извилистая, образует лиманы, старицы и заболоченные озёра.
Рядом проходит железная дорога, станция Светлодолинская в 3-х км.

## История
- Село Богдановка основано в 1802 духоборами, прибывшими в северное Приазовье из Новороссийской, Тамбовской и Екатеринославской губерний. В числе первых поселенцев был Киралл Колесников, сын основателя духоборческого верования Силуана Колесникова.[4]
- В 1839—1840 годах (по другим данным, в 1841—1845 годах) духоборы «за раскольническую деятельность» были выселены в Закавказье, одновременно с этим правительство стало вызывать желающих поселиться на духоборческих местах. На Молочные воды двинулись крестьяне Курской, Орловской, Воронежской, Тамбовской, Екатеринославской губерний. В селе Богдановка из около 120 дворов осталось лишь до 20 дворов духоборов, принявших православие.
- В 1860—1862 годах туда были вызваны правительством крестьяне Полтавской и Черниговской губерний, из них до 42 семей поселилось в Богдановке (ещё 114 душ в Троицком, часть в Спасском, а остальные 30 семей из Черниговской губернии уже не нашли себе места в старых духоборческих слободках и образовали Ново-Богдановку).
- В начале XX века село Богдановка относилась к Терпеньевской волости Мелитопольского уезда Таврической губернии.
- В 1930 году переименовано в село Старобогдановка.
- Во время Великой Отечественной войны — место ожесточенных боев. На реке Молочная находился один из наиболее укрепленных участков «Восточного вала» — оборонительного рубежа немецкой армии, прикрывавшего Северную Таврию и подступы к Крыму. В ходе Мелитопольской операции в сентябре-ноябре 1943 этот рубеж был разгромлен, Старобогдановка и другие населённые пункты данного района были освобождены. До сих пор близ села остаются останки тысяч незахороненных советских воинов, ведутся поисковые работы.

## Экономика
- «Старобогдановске», ООО.

## Объекты социальной сферы
- Школа.
- Детский сад.
- Дом культуры.
- Фельдшерско-акушерский пункт.

## Достопримечательности
- Курганный могильник Куляб-могила, эпоха бронзы. Самый большой из сохранившихся в Запорожской области курганов.[5]
- Заказник «Старобогдановский», 26 га. Целинная балка, где произрастают боярышник, шиповник.[6]
- Братские могилы советских воинов, в которых похоронены 3 тыс. советских воинов.

## Уроженцы села
- Дмитриев, Игнатий Павлович (род. 1888) — украинец, крестьянин. Проживал в Восточно-Казахстанской области, где был арестован и осужден тройкой УНКВД (1937). Реабилитирован (1997).[7]
- Ермолин, Пётр Акимович (1922 — 14.10.1943) — рядовой разведчик, погибший при освобождении города Запорожье. Его могила находится недалеко от вокзала Запорожье-1 в сквере железнодорожной больницы на ул. Баррикадной[8].
- Косоногов, Алексей Ильич (1929—1981) — капитан рыболовецких судов, Герой Социалистического Труда, депутат Верховного Совета РСФСР VI и VII созывов.
- Поляков Василий Трофимович (1913—1975) — Герой Советского Союза.
- Романенко, Архип Сергеевич (1901—1945) — солдат Красной Армии, погиб во время Великой Отечественной войны. Похоронен на Советском Поле Славы в г. Амерсфоорт (Нидерланды).[9]